# Scopamène
Pour les articles homonymes, voir Scopamène (homonymie).
Scopamène (en corse : Scupamè [skupaˈmɛ]) est une ancienne piève de Corse. Située dans le sud de l'île, elle relevait de la province de Sartène sur le plan civil et du diocèse d'Ajaccio sur le plan religieux.

## Géographie

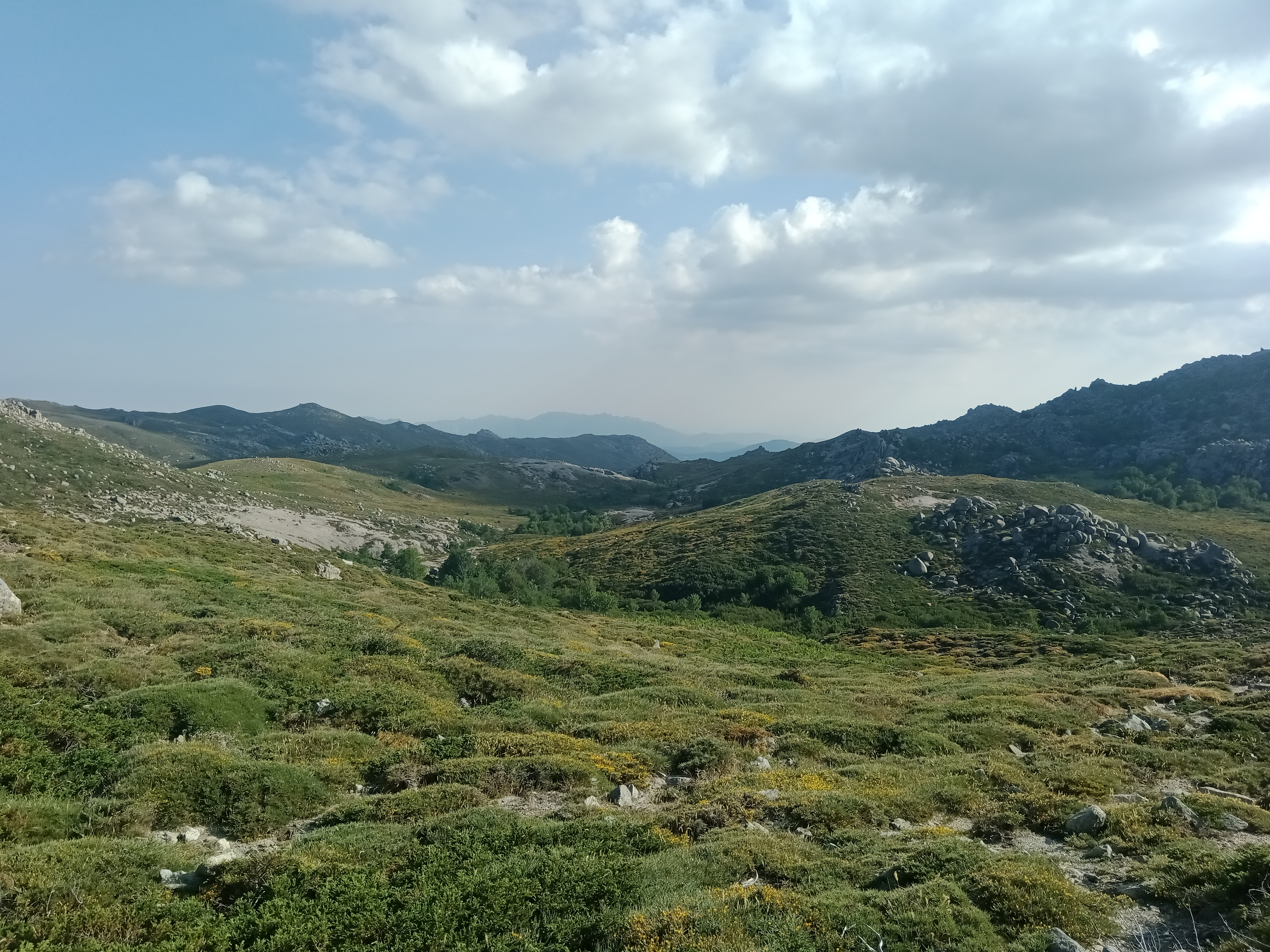
Sur le plateau du Coscione.

### Situation et relief
Scopamène est une piève occupant la rive droite de la haute vallée du Rizzanese. Elle constitue la partie septentrionale de l'Alta Rocca. Ses villages occupent le versant sud d'un imposant contrefort de la chaîne centrale portant le plateau du Coscione et culminant au Monte Incudine, point le plus élevé de la piève.

### Composition
La piève de Scopamène comprenait les cinq communautés suivantes :
- Zérubia ;
- Aullène ;
- Serra ;
- Sorbollano ;
- Quenza.

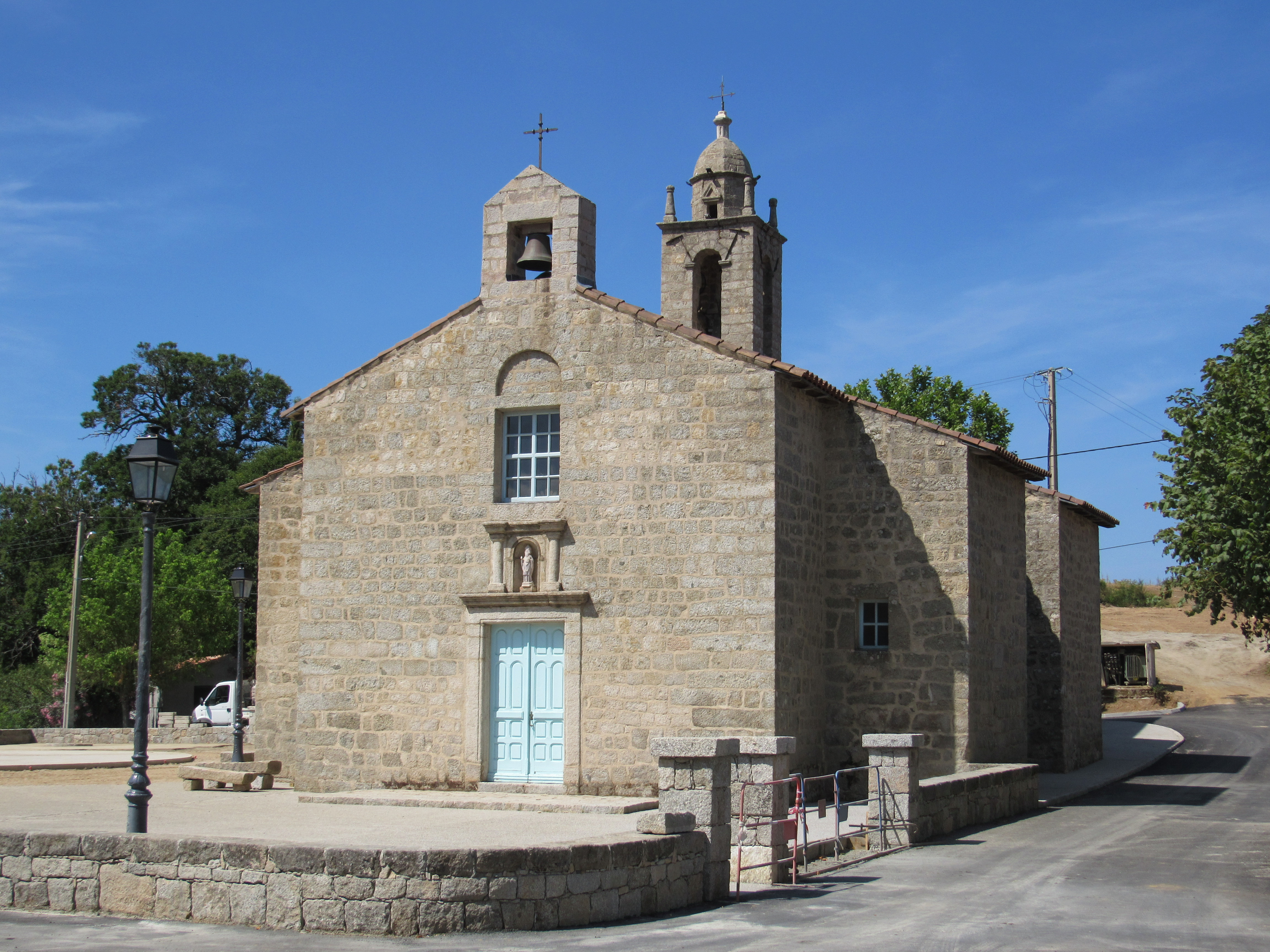
Aullène.
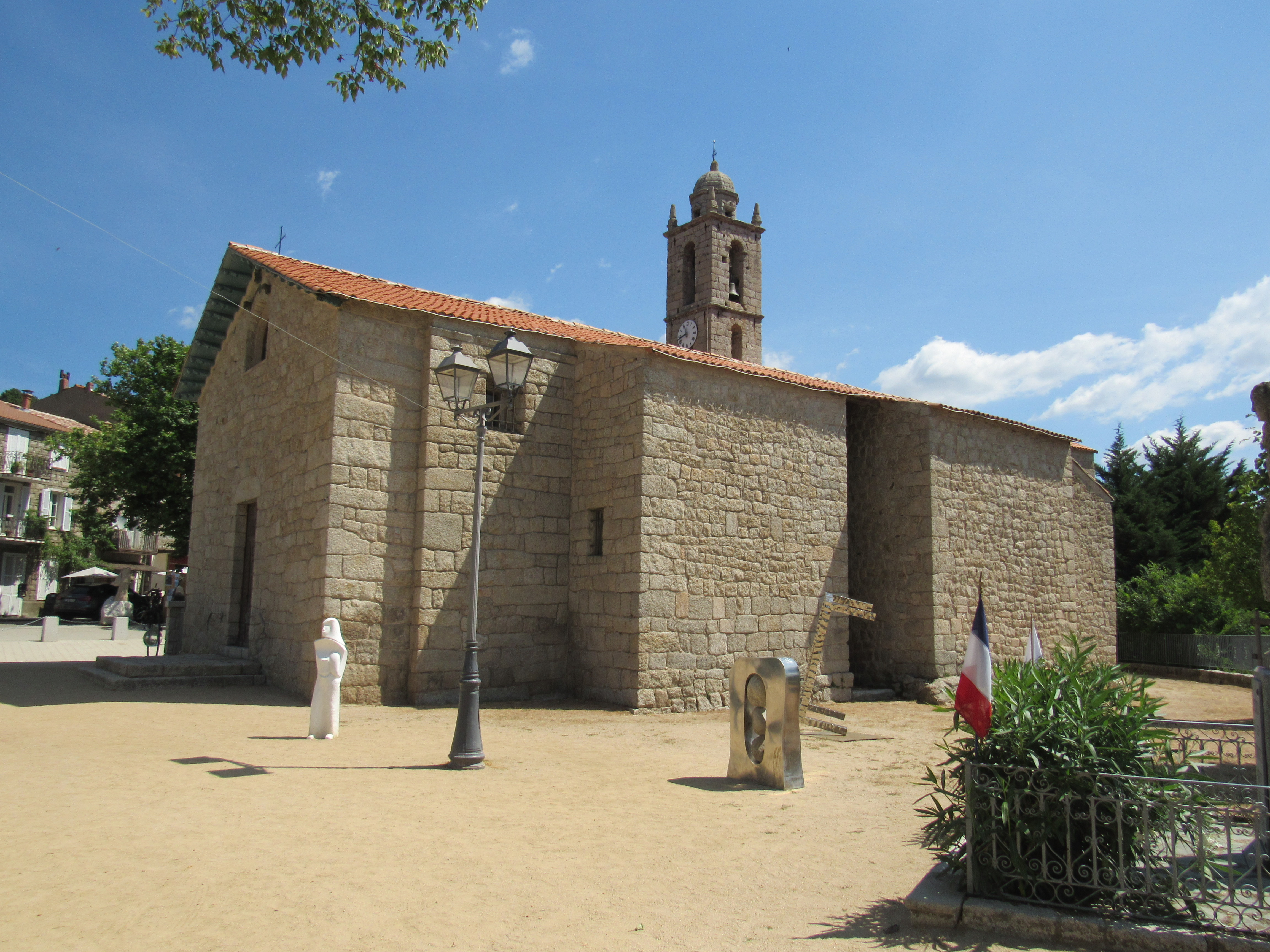
Quenza.
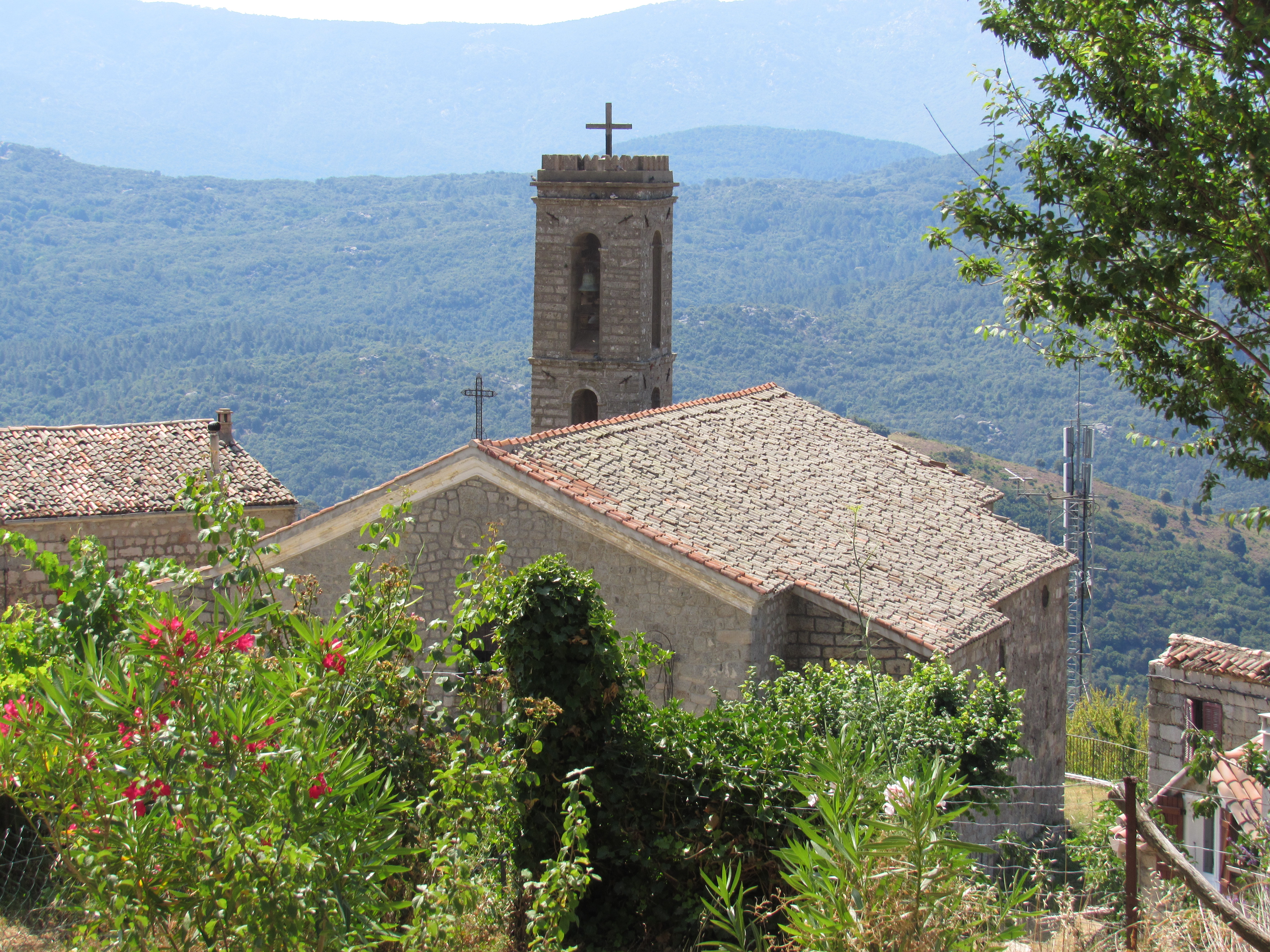
Serra.

### Pièves limitrophes
Les pièves limitrophes de Scopamène sont :

## Histoire
Au XVIe siècle vers 1520,  elle avait pour lieux habités :
- Quenza : Quenza ;
- la Serra : Serra-di-Scopamène ;
- Auguliena : Aullène ;
- Cherubia : Zérubia.

La piève de Scopamène devient en 1790 le canton de Scopamène, qui prend en 1828 le nom de canton de Serra-di-Scopamène.